# صبلة (الضليعة)

تعديل مصدري - تعديل

صبلة هي إحدى قرى عزلة الضليعة بمديرية الضليعة التابعة لمحافظة حضرموت، بلغ تعداد سكانها 148 نسمة حسب تعداد اليمن لعام 2004.